# Episodi di Çukur (prima stagione)
La prima stagione del serial televisivo drammatico turco Çukur, composta da 33 puntate da 120 minuti circa, è andata in onda in Turchia su Show TV dal 23 ottobre 2017 all'11 giugno 2018.
| n° | Titolo originale      | Prima TV Turchia | Prima TV Italia |
| -- | --------------------- | ---------------- | --------------- |
| 1  | Baslangiç             | 23 ottobre 2017  | inedita         |
| 2  | Ya Sen                | 30 ottobre 2017  | inedita         |
| 3  | Savas mi Baris mi?    | 6 novembre 2017  | inedita         |
| 4  | Çukurdayiz            | 13 novembre 2017 | inedita         |
| 5  | Aile her seydir!      | 20 novembre 2017 | inedita         |
| 6  | Çukur Ailedir         | 27 novembre 2017 | inedita         |
| 7  | Benim Mahallem        | 4 dicembre 2017  | inedita         |
| 8  | Oyun Basliyor         | 11 dicembre 2017 | inedita         |
| 9  | Vurulan Kim?          | 18 dicembre 2017 | inedita         |
| 10 | Kardesmiyiz           | 25 dicembre 2017 | inedita         |
| 11 | Kimsin Sen            | 8 gennaio 2018   | inedita         |
| 12 | Benimle oyun oynama!  | 15 gennaio 2018  | inedita         |
| 13 | Bana Masal Anlat Baba | 22 gennaio 2018  | inedita         |
| 14 | Yüzlesme              | 29 gennaio 2018  | inedita         |
| 15 | Hazirmisin?           | 5 febbraio 2018  | inedita         |
| 16 | Babamin Oglu          | 12 febbraio 2018 | inedita         |
| 17 | Kalbim Çukurda        | 19 febbraio 2018 | inedita         |
| 18 | Çukur Evimiz          | 26 febbraio 2018 | inedita         |
| 19 | Büyük Yüzlesme        | 5 marzo 2018     | inedita         |
| 20 | Çukur Vartolu         | 12 marzo 2018    | inedita         |
| 21 | Dejavu                | 19 marzo 2018    | inedita         |
| 22 | Sah Mat               | 26 marzo 2018    | inedita         |
| 23 | Heyecani Yok          | 2 aprile 2018    | inedita         |
| 24 | Alla beni Pulla beni  | 9 aprile 2018    | inedita         |
| 25 | Babalar ve Ogullari   | 16 aprile 2018   | inedita         |
| 26 | Kim Hakli Affet       | 23 aprile 2018   | inedita         |
| 27 | Çukurda Hesap Zamani  | 30 aprile 2018   | inedita         |
| 28 | Dügünümüz Var         | 7 maggio 2018    | inedita         |
| 29 | Simdi Basliyoruz      | 14 maggio 2018   | inedita         |
| 30 | Gemileri Yakmak       | 21 maggio 2018   | inedita         |
| 31 | Çukur                 | 28 maggio 2018   | inedita         |
| 32 | Çukurun Yamacinda     | 4 giugno 2018    | inedita         |
| 33 | Büyük Hesaplasma      | 11 giugno 2018   | inedita         |